# تشاه كندة (كوهستان)
تشاه كندة (بالفارسية: چاه کنده) هي منطقة سكنية تقع في إيران في فارس. يقدر عدد سكانها بـ 21 نسمة .